# Museo de Cera de Barcelona
El Nuevo Museo de Cera de Barcelona tiene una colección de más de 150 figuras y 28 escenarios diferentes. Fue sometido a una renovación total en 2020, con el objetivo de modernizarlo y mejorar su oferta de ocio y cultural.

## Historia
El edificio del museo de cera de Barcelona fue construido en el año 1873 por la Compañía General de Crédito «El comercio», fundada por Ignacio Girona y Agrafel.
Este palacete del siglo XIX se considera una edificio neoclásico y de interés histórico-artístico y albergaba muchas de las riquezas como joyas, dinero o efectos bancarios de la burguesía barcelonesa y en un inicio era solo de una planta baja, que ideó el Maestro de Obras Domingo Balet Nadal. 

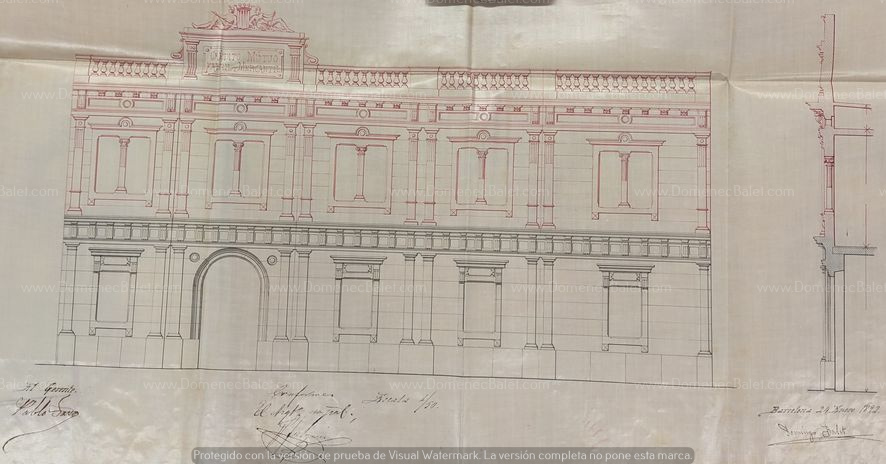
Museo de Cera de Barcelona proyectado por Domingo Balet Nadal

En el año 1892 el Sr. Pablo Sadó Perez, Gerente de la entidad sucesora llamada Crédito Mutuo Fabril y Mercantil, conocida popularmente como la Caixa Vilumara (en referencia al apellido de la familia que era propietaria) solicitó al Maestro de Obras Domingo Balet Nadal, el proyecto para remontarlo un piso más, añadiendo también elementos decorativos como la placa con el nombre de la entidad financiera, un escudo de Cataluña con dos esculturas que reposan a su alrededor y una balaustrada que se encuentran en la azotea y que aún se conservan y le aportan mucho carácter al edificio. 
La Caixa Vilumara acabó sus días en 1914 fusionada con el Banco de Barcelona que adquirió sus acciones. Durante este periodo se encargó al Arquitecto Josep Oriol Mestre añadir un segundo piso manteniendo los elementos de la azotea anteriormente comentados. Años más tarde en 1922 el Banco de Barcelona quebró y el edificio pasó a ser propiedad de la entidad Crédito y Docks.
En 1973, Enrique Alarcón decidió emprender un nuevo proyecto con el propio edificio: transformarlo en un museo de cera. El arquitecto y también escenógrafo, escogió este inmueble ya que lo consideraba ideal por el misterio y encanto que transmitía. Para su construcción, escogió materiales como el mármol, la madera, el acero, la seda y el cristal entre otros.
En diciembre de 2020 se inauguró el Nuevo Museo de Cera de Barcelona, ubicado en el mismo espacio singular, con un interior que conjuga el homenaje a algunas de las escenografías existentes con una profunda renovación de ambientes, iluminación, sonido y tecnología, creando una experiencia inmersiva.

## Situación
El museo se sitúa en el corazón de la ciudad, concretamente en el pasaje de la Banca número 7. Podemos encontrar este callejón bajando La Rambla barcelonesa a mano izquierda. A pesar de ser una calle estrecha y algo escondida, podemos localizar el museo fácilmente ya que las entradas del propio se venden en una caseta en las Ramblas que se encuentra paralela con la calle. Muy cerca está el monumento y mirador dedicado a Cristóbal Colón.
A la salida se encuentra el conocido «Bosc de les Fades», un bar/cafetería mágico y único poblado de árboles, gnomos y otras criaturas inesperadas, así como su sala especial el «Passatge del Temps», un espacio confortable y de estilo vanguardista decorado de manera para leer el paso de tiempo.

## Partes del museo
El nuevo Museo de Cera de Barcelona está diseñado como espacio “selfie-friendly”, donde los visitantes se pueden hacer fotografías con todas las figuras expuestas.
Sus sugerentes espacios interiores, potenciados con tecnología audiovisual, lumínica y digital de última generación, permiten al visitante vivir una experiencia interactiva única en Barcelona. 
Algunos de los escenarios que se pueden visitar en el nuevo Museo de Cera son:
Homenaje a Cataluña: Una espectacular escalera de mármol te da la bienvenida a la sala en la que pantallas, proyecciones y un sonido envolvente te permitirán formar parte de algunas de las tradiciones más singulares de Cataluña como la Patum de Berga o los Castellers.
Los grandes maestros: En cuatro de las salas te puedes fotografirar en escenarios envolventes con los grandes maestros de las letras, la ciencia, la música, la pintura y la música: Joan Maragall, Ausias March, Cervantes, Shakespeare, Molière, Marie Curie, Einstein, Ramón y Cajal, Stephen Hawkings, Frida Kahlo, Dalí, Picasso, Beethoven o Pau Casals son solo algunos de ellos. Uno de estos escenarios está situado en la antigua sala de juntas del banco, y la decoración y pintura original de Vilaró (1906).
En la sala Magna, cubierta por una impresionante estructura de hierro y cristal de más de 10 metros de altura, se encuentran a los más grandes personajes del mundo del espectáculo contemporáneo junto a algunos de los grandes clásicos de la música moderna. Allí podrás bailar al ritmo de tus canciones favoritas o posar junto a Billie Eilish, Rosalía, Taylor Swift, Rihanna o Adele que comparten escenario con los grandes del siglo XX: Elton John, los Beatles, David Bowie o Michael Jackson, entre otros. 
La cámara acorazada: Es original de la entidad bancaria que tenía su sede en el edificio. Aquí se puede ser testigo de cómo unos atracadores intentan hacerse con su botín.
Estos escenarios, junto con deportistas, cocineros y un pasaje del terror, entre otros, son los que forman parte del Museo de Cera de Barcelona.

## Otros datos de interés
Horarios actuales (mayo-junio de 2021):
- De viernes a domingo: de 10:30 a 19:00h (última entrada a las 18:00h)